# Jorma Kortelainen
Jorma Aksel «Jora» Kortelainen, né le 17 décembre 1932 à Pyhäselkä (aujourd'hui dans la municipalité de Joensuu) en Pohjois-Karjala en Finlande et mort le 27 décembre 2012 à Jyväskylä, est un rameur et un  fondeur finlandais.

## Palmarès

### Ski de fond aux Jeux olympiques
- 1956, à Cortina d'Ampezzo,  Italie
  -  Médaille d'argent au relais 4 × 10 km.

### Aviron aux Jeux olympiques
- 1960, à Rome,  Italie
  - 2e de la 3e ronde de la 2e vague au Skiff.